# Магнуссон, Хуго
Адольф Хуго Магнуссон (швед. Adolf Hugo Magnusson, 1885—1964) — шведский лихенолог.

## Биография
Родился 1 марта 1885 года в Готтрёре на юге Швеции в семье школьного учителя Юхана Адольфа Магнуссона и его супруги Софии Кристины Ульссон. В 1904 году поступил в Уппсальский университет, однако был вынужден на время оставить обучение по финансовым причинам. В 1909 году поступил в Гётеборгский университет, окончил его в 1913 году со степенью бакалавра. В 1914 году получил степень доктора философии.
Магнуссон в течение почти 40 лет работал школьным учителем в Гётеборге. Во время летних каникул регулярно ездил на экспедиции по Швеции, в 1919 и 1921 годах — в Абиску, в 1924 году — в Люкселе. Также в 1920-х годах Магнуссон посетил ряд европейских гербариев для изучения находящихся там образцов лишайников.
В 1935 году была опубликована обработка семейств Acarosporaceae и Thelocarpaceae в Kryptogamen-Flora, выполненная Магнуссоном. В 1940 году он выпустил работу по лишайникам Монголии и других частей Центральной Азии, основанную на образцах, привезённых Свеном Андерсом Хедином. В 1940-х годах Магнуссон занимался изучением лишайников Гавайских островов, образцы которых ему присылал Карл Скоттсберг.
В общей сложности Магнуссон описал около 900 новых видов. Основной его интерес был сосредоточен на таких родах, как Acarospora, Caloplaca, Lecanora, Lecidea и Rinodina. Последней его работой была оставшаяся неоконченной монография о роде Ramalina. В 1950-х годах он посетил несколько гербариев Центральной Европы для рассмотрения образцов этого рода, в 1958 году ездил в США.
Скончался 14 июля 1964 года.

## Некоторые научные работы
- Magnusson H. A monograph of the Scandinavian species of Acarospora. — 1924. — 149 p.
- Magnusson H. Studies in the Rivulosa-group of the genus Lecidea. — 1925. — 50 p.
- Magnusson H. Studies on boreal Stereocaula. — 1926. — 89 p.
- Magnusson H. Flora över Skandinaviens busk- och bladlavar. — 1929. — 127 p.
- Magnusson H. A monograph on the genus Acarospora. — 1930. — 400 p.
- Magnusson H. On saxicolous species of the genus Lecidea. — 1936. — 52 p.
- Magnusson H. Förteckning över Skandinaviens växter. Lavar. — 1936. — 91 p.
- Magnusson H. Studies in species of Lecanora. — 1939. — 182 p.

## Роды, названные в честь Х. Магнуссона
- Magnussoniolichen Tomas. & Cif., 1952 = Staurothele Norman, 1853, nom. cons.
- Magnussoniomyces Cif. & Tomas., 1953, nom. superfl.